# 182
| [ Edytuj tabelę ] |                        |
| Cesarz Chin       | - 168 Han Lingdi 189   |
| Władca Korei      | - 179 Kogukch’ŏn 197   |
| Papież            | - 175 Eleuteriusz 189  |
| Król Partów       | - 147 Wologazes IV 191 |
| Cesarz Rzymu      | - 180 Kommodus 192     |

Rok 182 / CLXXXII
stulecia: I wiek ~
II wiek ~
III wiek

lata: 172 «
177 «
178 «
179 «
180 «
181 «
182
» 183
» 184
» 185
» 186
» 187
» 192

## Wydarzenia
- Lucylla i Marek Ummidiusz Kwadratus zawiązali nieudany spisek przeciw Kommodusowi.
- W Rzymie spłonął budynek, w którym odbywały się wtajemniczenia w misteria eleuzyjskie.

## Urodzili się
- 5 lipca – Sun Quan, chiński polityk, król Wu (zm. 252).

## Zmarli
- Marek Ummidiusz Kwadratus, siostrzeniec Marka Aureliusza, rzymski polityk (ur. 138).